# Bactrosphaeria
Bactrosphaeria — рід грибів. Назва вперше опублікована 1897 року.

## Класифікація
До роду Bactrosphaeria відносять 1 вид:
- Bactrosphaeria asterostoma